# Triaenodes darfuricus
Triaenodes darfuricus là một loài Trichoptera trong họ Leptoceridae. Loài này có ở Afrotropisch và miền Cổ bắc.